# Antonio Carbonell
Antonio Carbonell Muñoz (Madrid, 30 de novembro de 1969-) é um cantor e cantautor espanhol de ascendência cigana, melhor conhecido por ter participado pela Espanha no Festival Eurovisão da Canção 1996.
Ele pertence a uma família envolvida na música de flamenco : ele é filho de um cantor de "cante" Montoyita, e é primo dos membros da banda pop-flamenco Ketama. Ele colaborou com importantes artistas de flamenco como Enrique Morente and Manolo Sanlúcar.
O seu primeiro álbum, "Ilusiones" teve uma receção modetsa. mais tarde, quando foi escolhido internamente pela  TVE como representante espanhol no Festival Eurovisão da Canção 1996, ele lançou o seu seu segundo álbum , "¡Ay, Qué Deseo!". Com a canção homónima "¡Ay, qué deseo!, terminou a competição em 20.º lugar (entre 23 participantes), tendo recebido um total de 17 pontos.
Além deste dois álbuns como cantor solo, ele participou em vários álbuns de compilação, como: "Cante Gitano", "Directo Desde Casa Patas", "Esencias Flamencas" e  "Lo Mejor Que Tengo".